# Каротаж
Карота́ж (фр. carottage, от carotte — морковь, с которой подразумевается сходство каротажного зонда) — самая распространённая разновидность геофизических исследований скважин.
Процесс каротажа — это спуск в скважину специального прибора с его последующим подъёмом. Прибор именуется геофизическим зондом. Цель каротажа — детальное исследование строения разреза скважины. Для исключения погрешности глубины основные измерения снимаются с прибора в процессе его подъёма, но некоторые параметры измеряют уже при спуске.
У метода небольшой радиус исследования вокруг скважины (от нескольких сантиметров до нескольких метров), но он имеет высокую детальность, позволяющую не только определить с точностью до сантиметров глубину залегания пласта, но даже характер изменения самого пласта на всей его небольшой толщине. У каротажа существует очень много разновидностей, что обусловлено многообразием методов наземной геофизики, для каждого из которых разработан аналогичный «подземный» вариант. Более того, существуют и специальные виды каротажа, не имеющие аналогов в наземной геофизике. Поэтому методы каротажа различают по природе изучаемых ими физических полей: электрические, ядерные и другие.

## История методов и предпосылки
Собственно геофизические методы поисков и разведки месторождений полезных ископаемых создавались с целью не производить дорогостоящее бурение скважин, а ограничиваться лишь наземными исследованиями. Тем не менее, зачастую без бурения скважин на исследуемом участке обойтись невозможно, так как скважина является источником керна — образцов горной породы, извлечённых с помощью бурового инструмента на поверхность. В то же время, отбор керна и его сохранение в первозданном виде при доставке в лабораторию сам по себе является дорогим процессом. По этой причине возникла необходимость бескернового исследования скважин. Дополнительным стимулом к этому послужило то, что многие скважины бурятся на хрупких и сыпучих породах, где керн невозможно поднять на поверхность. В конечном счёте, каротаж применяют и для тех скважин, у которых уже был извлечён керн, это позволяет получить от скважины ещё больше информации, оправдывая силы, потраченные на её строительство.
Для каждого вида наземной геофизики был разработан его вариант, пригодный для аналогичного исследования в стеснённых условиях скважины. Прежде всего были применены методы электроразведки. За одну спускоподъёмную операцию проводят исследования сразу несколькими различными методами, результаты которых интерпретируют совместно. Причиной является влияние самой скважины на показания приборов, а также много иных факторов.
В русский язык термин «каротаж» пришёл из французского, где словом la carotte («морковь») на жаргоне буровиков назывался образец керна. Специалистов, занимающихся отбором керна, в шутку называли «морковниками». Это же слово во французском языке имеет и второй смысл — мелкое мошенничество. Первые методики каротажа не отличались точностью и зачастую себя не оправдывали, поэтому специалистов-каротажников называли мошенниками не только в шутку. Благодаря этому термин «каротаж» сперва прижился во французском языке, а затем распространился в остальных. Со временем в немецком языке термин был заменён на Bohrlochmessung, в английском — на well logging, а в самом французском языке теперь применяют термин des diagraphies, но в России остался старый термин.
Более того, с данным термином стали прочно ассоциироваться сами геофизические исследования скважин, хотя они, в общем случае, включают в себя ещё и операции в скважине, и скважинную геофизику.
Впервые термин и саму методику в употребление ввели братья Конрад и Марсель Шлюмберже (основатели знаменитой нефтесервисной компании Schlumberger). В их модификации использовался электрический каротаж, а основной областью были поиски угольных пластов. Со временем методы каротажа стали использоваться и на рудных месторождениях, но основное применение затем нашли на нефтяных и газовых. На сегодняшний день в этой отрасли стоимость каротажа не превышает 4 % от стоимости буровых работ, обеспечивая при этом большую часть получаемой информации.
Первыми геофизическими исследованиями в России были геотермические исследования в скважинах, выполненные 1906 году Д. В. Голубятниковым

## Общие сведения

Схема подъёма зонда с забоя скважины к устью с прохождением через пласт известняков

Для проведения каротажных работ в скважину опускают геофизический зонд, содержащий всё необходимое оборудование. Часть получаемой информации сразу передаётся на поверхность по геофизическому кабелю, который является и каналом передачи данных, и электрическим проводником от источника питания, и держит на себе вес прибора. При этом некоторая часть информации может всё же быть записана в памяти самого зонда и получена уже после извлечения зонда на поверхность. По техническим причинам любой каротаж по скважине проводят снизу вверх, сначала опуская зонд на необходимую глубину, а лишь затем, медленно поднимая его, производят регистрацию сигналов.

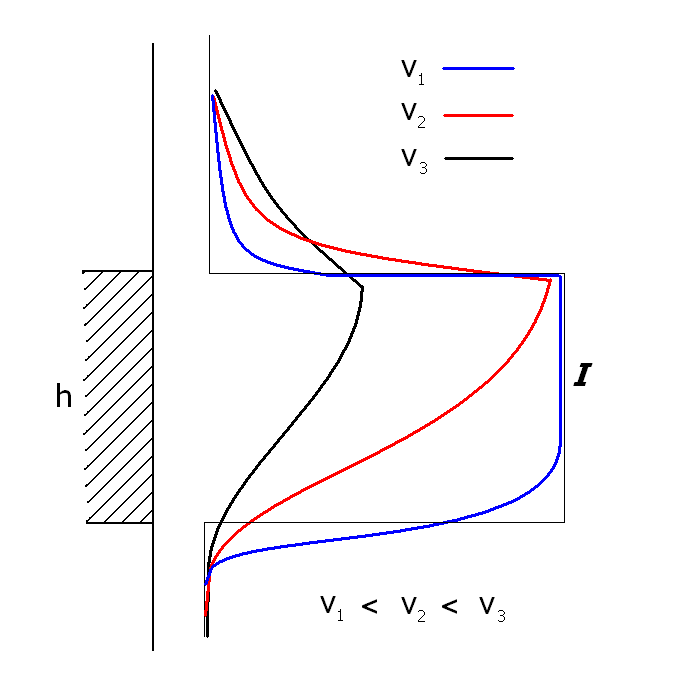
Зависимость аномалии гамма-каротажа от скорости передвижения геофизического зонда

Так лучше удаётся выдерживать постоянную скорость перемещения зонда, в то время как при спуске зонд  может застревать в скважине (прихватываться). Однако это не мешает незначительные измерения иногда проводить и при спуске зонда (плотномер, термометрия). В случае слишком большой скорости передвижения зонда по скважине, аппаратура может просто не успевать измерять даже большие аномалии. В то же время слишком низкая скорость подъёма зонда приводит к увеличению времени проведения каротажных работ, а значит — к увеличению стоимости работ в целом.
Ввиду того, что реальная скважина, в отличие от идеальной, никогда не бывает прямой, а также имеет непостоянный радиус, возникают технические сложности с точным определением текущей глубины зонда. По этой причине текущую глубину измеряют сразу несколькими способами:
- так называемым локатором муфт (ЛМ), с помощью которого регистрируют муфты, которыми соединяются трубы, опущенные в скважину
- счётчиком магнитных меток на геофизическом кабеле, каждая из которых расположена на расстоянии 10 метров от предыдущей (для сверки каждые 100 метров размещают двойную метку)

В реальных ситуациях счётчиком могут быть пропущены некоторые магнитные метки, а локатор может не заметить одну из муфт, однако их совместное использование позволяет нивелировать данные ошибки и достаточно точно привязать положение зонда к верной глубине.
Одним из недостатков методики является то, что на показания зонда влияет сама скважина:
- металлические стенки скважины оказывают влияние на магнитные измерения зонда, являются хорошим проводником, затрудняя электрические измерения, а также мешают непосредственному исследованию затрубного пространства, препятствуя применению многих других методов
- буровой раствор, которым заполнена скважина, в большом количестве содержит воду, что затрудняет использование методов, регистрирующих водородосодержание нефти, так как вода бурового раствора тоже содержит атомы водорода, а также соли хлора с большим сечением захвата нейтронов и глинистые частицы, имеющие естественное гамма-излучение
- на практике также встречается несогласованность действий буровиков, создавших скважину, с геофизиками, производящими в ней измерения. При производстве буровых работ буровикам выгодней и безопасней работать на утяжелённом буровом растворе, содержащем увеличенную долю глинистых частиц. Однако эти же частицы оседают на стенках скважины, создавая толстую глинистую корку, сквозь которую в будущем не смогут пробиться измеряемые геофизические поля

Для увеличения информативности одной спуско-подъёмной операции в одном геофизическом зонде могут расположить сразу несколько приборов. Бывают случаи, когда приборов больше, чем может поместиться в одном зонде, или же эти приборы могут быть несовместимы между собой и их нельзя размещать в одном зонде. Тогда в скважину могут опустить и не один зонд, а связку из нескольких, размещённых друг за другом. Кроме того, к зонду может прикрепляться так называемая «коса». Внешне она представляет собой сравнительно короткий кабель, на котором подобно гирлянде размещены датчики, но при этом снятая информация от них поступает на основное оборудование, размещённое в корпусе зонда.

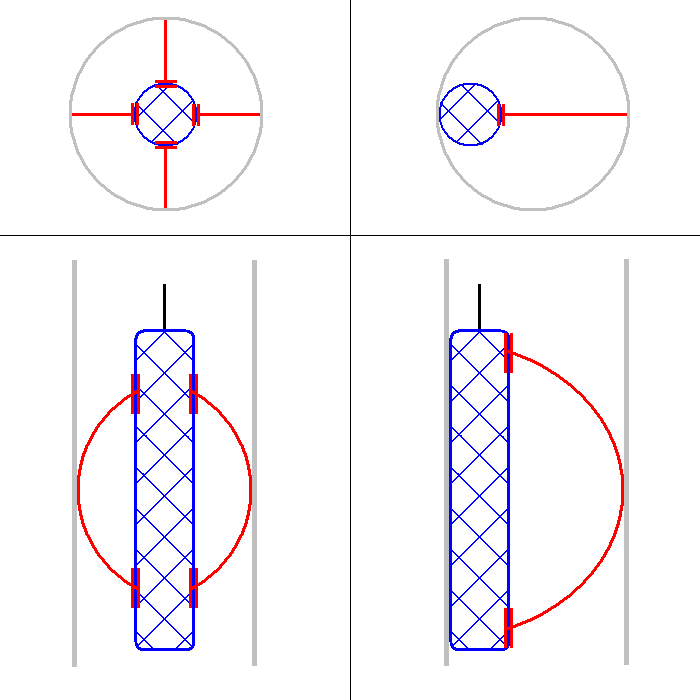
С помощью рессор зонд можно как прижимать к стенке скважины, так и не допускать их соприкосновения

В зависимости от каротажного метода может потребоваться либо центровка зонда по оси скважины (в этом случае зонд не должен касаться стенок скважины), либо наоборот — плотное прижатие зонда к стенке. В обоих случаях результат достигается с помощью рессор, размещённых снаружи корпуса. Для центровки на корпус крепятся четыре рессоры, размещённые в плане крестообразно, для прижатия к стенке скважины достаточно одной рессоры, размещённой сбоку.

## Методы электрического каротажа
Электрический каротаж является переработкой полевых электроразведочных работ, применительно к стеснённым условиям в скважине. В общих чертах работа сводится к пропусканию тока через два или более электродов с последующим измерением каких-либо электрических параметров: силы тока, разности потенциалов, частоты, диэлектрической проницаемости и т. п. Именно различием измеряемой величины и обусловлено многообразие методов электрического каротажа. Также эти различия обусловлены, например, конфигурацией опускаемых в скважину электродов, то есть их взаимным расположением друг по отношению к другу.

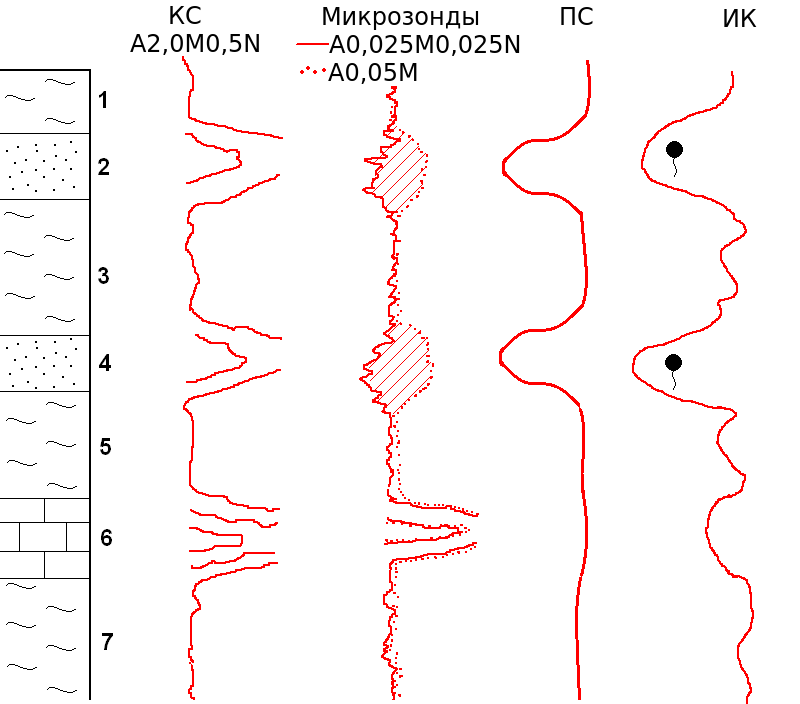
Сравнение измеренных показаний некоторых видов каротажа. Породы: 1, 3, 5, 7 — аргиллит; 2, 4 — песчаник (нефтенасыщенный); 6 — карбонатная порода.

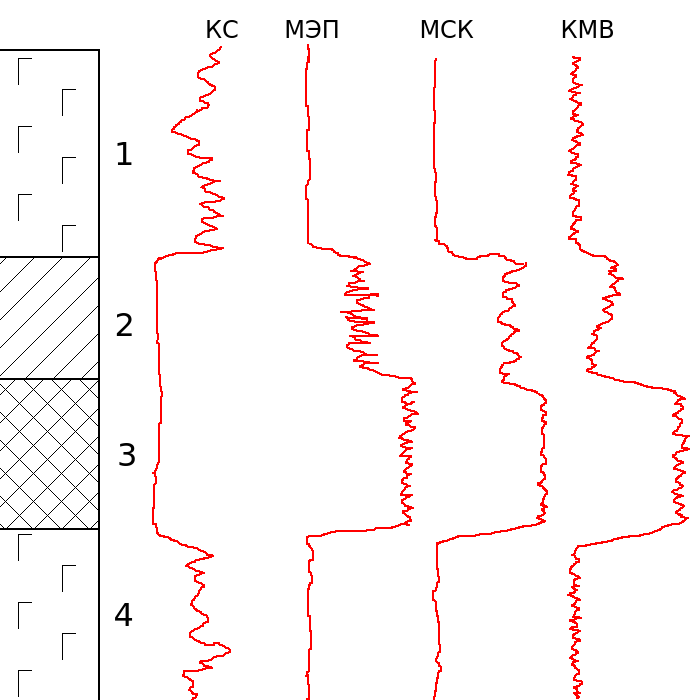
На фоне габбро-подобных вмещающих пород (1) МЭП, МСК и КМВ иногда отличаются только количественно, а не качественно, но позволяют отличить вкрапленную руду (2) от массивной (3), которые не различил КС.

### Группа методов кажущегося сопротивления
- собственно КС — кажущееся сопротивление с нефокусированными зондами. Самый распространённый метод данной группы, являющийся скважинным аналогом метода электрического профилирования в электроразведке
- резистивиметрия. С помощью этого метода измеряют удельное электрическое сопротивление жидкости, заполняющей в данный момент скважину. Жидкость может быть представлена как буровым раствором (его сопротивление заранее известно), так и пластовыми флюидами (нефть, пресная или минерализованная вода), а также их смесью
- БКЗ — боковое каротажное зондирование. Данный метод является скважинным аналогом метода вертикального электрического зондирования в электроразведке
- микрокаротаж — разновидность КС с зондами очень малого размера, вплотную прижимаемыми к стенкам скважины. С помощью данного метода, преимущественно, ищут только коллекторы по скважине
- БК — боковой каротаж. Отличие от классического КС заключается в фокусировке тока зондом
- МБК — микробоковой каротаж. Отличие данного метода от микрокаротажа заключается в фокусировке тока зондом

### Методы токового каротажа
В группе токового каротажа возможно создание самых различных концепций и их модификаций, однако на практике применяют лишь МСК (метод скользящих контактов) для исследования скважин на рудных месторождениях и БТК (боковой токовый каротаж) для исследования угольных скважин.

### Группа электромагнитных методов
Основное преимущество данной группы методов заключается в том, что их возможно использовать в сухих скважинах, не заполненных токопроводящим буровым раствором. Кроме того, его возможно применять и в скважинах, заполненных буровым раствором на основе нефти, которые тоже не проводят постоянный электрический ток. Встречаются следующие разновидности:
- ИК — индукционный каротаж. При проведении используют сравнительно низкие частоты — до 200 кГц
- индукционный каротаж на высоких частотах, результаты которого зависят как от электропроводности пород, так и от их диэлектрической проницаемости:
  - ВМП — волновой метод проводимости с частотой 1-5 МГц
  - ВДК — волновой диэлектрический каротаж с частотой до 60 МГц
- ВЭМКЗ - высокочастотное электромагнитное каротажное зондирование
- ВИКИЗ — высокочастотное индукционное каротажное изопараметрическое зондирование. Метод является аналогом БКЗ, но вместо постоянного тока используется переменный

### Группа методов электрохимической активности
- ПС — метод самопроизвольной поляризации, также известный как метод потенциалов самопроизвольной поляризации. Является скважинным аналогом метода естественного поля в электроразведке
- ЭК — электролитический каротаж. Скважинный аналог метода вызванной поляризации в электроразведке
- МЭП — метод электродных потенциалов. Данный метод существует исключительно в скважинном варианте и не имеет аналогов в полевой электроразведке

## Методы радиоактивного каротажа

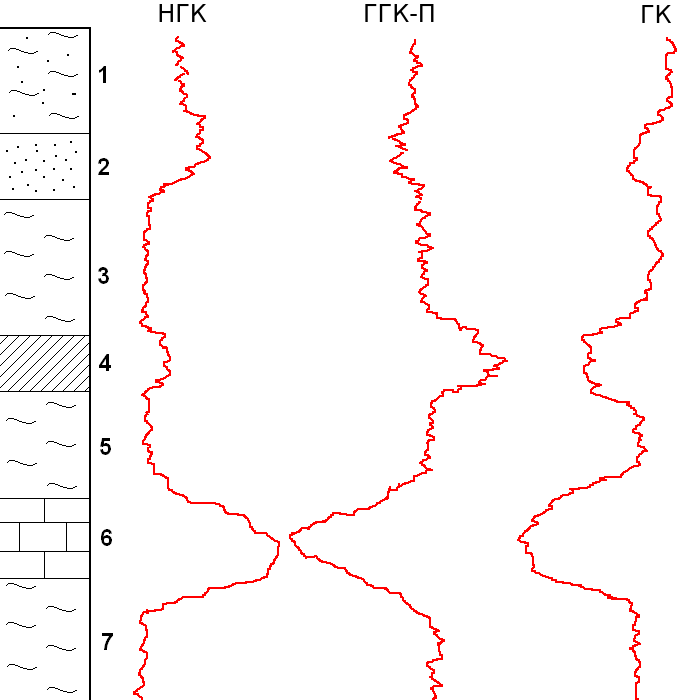
Благодаря различному поведению методов на одних и тех же породах можно провести литологическое расчленение (1 — суглинок; 2 — песчаник; 3, 5, 7 — глины; 4 — уголь; 6 — известняк) и даже определить численные показатели, например, плотности.

Методы радиоактивного каротажа оперируют наличием у пород природной радиоактивности, которая и измеряется в ходе каротажных работ. В том случае, если изначально порода имеет крайне низкий фон или не является радиоактивной вовсе, применяют её предварительное облучение с последующим измерением образовавшегося фона. По измеренным показаниям становится возможным определить целый ряд физических свойств породы: содержание водорода, глинистость, плотность и др.
В названиях данных методов применяются аббревиатуры и принята единая система буквенных обозначений. Названия, обычно, состоят из трёх букв:
- первая буква обозначает вид излучения, которым воздействуют на исследуемую породу: Г — гамма-излучение, Н — нейтронное излучение
- вторая буква означает тип измеряемого ответного излучения (те же обозначения)
- третья буква характеризует область применения, обычно это К — «каротаж», однако могут быть и другие: О — «опробование», А — «анализ», М — метод вообще (ставится редко)

Также может использоваться четвёртая буква, которая в этом случае несёт дополнительную информацию — разновидность или модификацию метода. Однако названия некоторых методов не соответствуют данной классификации и носят исторически прижившиеся названия.

### Группа гамма-методов
- ГК — гамма-каротаж. Очень простой и распространённый метод, измеряющий только естественное гамма-излучение от пород, окружающих скважину. Существует его чуть более усложнённый вариант — спектрометрический гамма-каротаж (СГК или ГК-С), который позволяет различить попавшие в детектор геофизического зонда гамма-кванты по их энергии. По этому параметру можно точнее судить о характере слагающих толщу пород.
- ГГК — гамма-гамма каротаж. Геофизический зонд облучает породу гамма-излучением, в результате которого порода становится радиоактивной и в ответ тоже излучает гамма-кванты. Именно эти кванты и регистрируются зондом. Существует две основных разновидности метода:
  - плотностная — ГГК-П (иногда встречается обозначение ПГГК)
  - селективная — ГГК-С (может обозначаться как Z-ГГК, С-ГГК и т. п.)
- РРК — рентгенорадиометрический каротаж. Его название формально не соответствует общепринятой системе, поэтому иногда встречается название ГРК (гамма-рентгеновский каротаж), но РРК является общеупотребимым.

### Группа методов стационарного нейтронного каротажа
В данной группе методов каждый геофизический зонд снабжают собственным источником нейтронов. Энергия излучаемых нейтронов может быть различной, но поток нейтронов поддерживается постоянным во время проведения каротажа. В качестве источников нейтронов могут быть как самопроизвольно распадающиеся элементы, так и ядерные реакции двух и более элементов (например, бериллия с альфа-частицей).
- НГК — нейтронный гамма-каротаж. Породу облучают источником нейтронов, в результате порода становится радиоактивной и в ответ регистрируют излучаемые ею гамма-кванты.
- ННК — нейтрон-нейтронный каротаж. Породу, как и в НГК, облучают нейтронами, но в ответ тоже регистрируют нейтроны, которые могут отличаться по своей энергии. Из-за этого ННК подразделяют следующим образом:
  - ННК-Т — нейтрон-нейтронный каротаж по тепловым нейтронам
  - ННК-НТ — нейтрон-нейтронный каротаж по надтепловым нейтронам
- МНК — многозондовый нейтронный каротаж по тепловым или надтепловым нейтронам

### Группа методов импульсного нейтронного каротажа
В данной группе методов зонд снабжён источником нейтронов, но, в отличие от методов стационарного нейтронного каротажа, данный источник работает не непрерывно, а импульсами. Продукты взаимодействия импульсных вспышек нейтронов со средой многообразны, потому имеется большое число доступных методов:
- ИННК-Т
- ИННК-НТ
- ИНГК
- ИНГК-Спектрометрический (ИНГК-С)

Каждый из этих импульсных методов может иметь модификации, имеющие разную степень распространённости (в том числе и вообще не применяемые на практике). Например, ИНГК-С существует во множестве вариаций, самой распространённой из которых является C/O-каротаж (углеродно-кислородный каротаж).

### Неклассифицируемые методы
На практике иногда находит применение ГНК — гамма-нейтронный каротаж, в основе которого лежит ядерный фотоэффект. Из-за того, что теоретически его можно отнести как к гамма-методам, так и к нейтронным, то обычно его рассматривают отдельно.
Также разработан метод НАК — нейтронно-активационный каротаж. Суть метода заключается в том, что в горных породах, под действием искусственного нейтронного облучения, создают значительное количество искусственных радионуклидов, которые имеют собственную гамма-активность. Именно её измеряют при проведении НАК. В этом отношении метод отдалённо напоминает НГК.

## Прочие методы каротажа
В данном разделе помещены методы, изучающие менее характерные для геофизики физические поля.
- АК — акустический каротаж. В этом методе измеряют скорость распространения и затухание различных типов волн по стенкам скважины.
- КМВ — каротаж магнитной восприимчивости. Применение данного метода обосновано в случае необсаженных трубами скважин. Исключением являются скважины, обсаженные неметаллическими обсадными трубами.
- ЯМК — ядерно-магнитный каротаж. Данный метод, в силу его физического принципа, не включают ни в методы ядерного каротажа, ни в электрические. По своей сути он занимает промежуточное между ними положение и известен в двух модификациях:
  - на основе свободной прецессии ядер в магнитном поле Земли
  - на основе спинового эха в поле сильных постоянных магнитов
- ТК — термокаротаж. В ходе проведения данного каротажа могут измерять температуру и/или тепловое сопротивление стенок скважины.
- механический каротаж — фактически это метод из области бурения скважин, строго не относящийся к геофизике. Численно вычисляется как продолжительность проходки каждого погонного метра скважины при её бурении
- газовый каротаж — аналогично механическому, производится в процессе бурения. В данном случае измеряется содержание газов-углеводородов в отработанном буровом растворе, вышедшем на поверхность.

## Комплексирование методов
В силу узкой направленности каждого метода, а также из-за измерений в неблагоприятных условиях скважины, ни один метод каротажа не может давать объективной и достоверной информации. Данное обстоятельство было основным препятствием в начале XX века для развития данного раздела геофизических методов поисков полезных ископаемых (как уже отмечалось, поначалу каротажников считали мошенниками, откуда и произошло их название). Однако благодаря массовому появлению самых непохожих друг на друга методов, а также глубиной теоретической проработке каждого из них, при совмещении разных методов всё-таки удаётся получить почти всю необходимую информацию по разрезу скважины.
Метод ПС, почти сразу после его появления, стал применяться совместно с методом КС и этот комплекс получил название стандартного электрического каротажа. Комбинируя полученную с помощью разных методов информацию, можно более достоверно «расшифровать» содержимое недр.

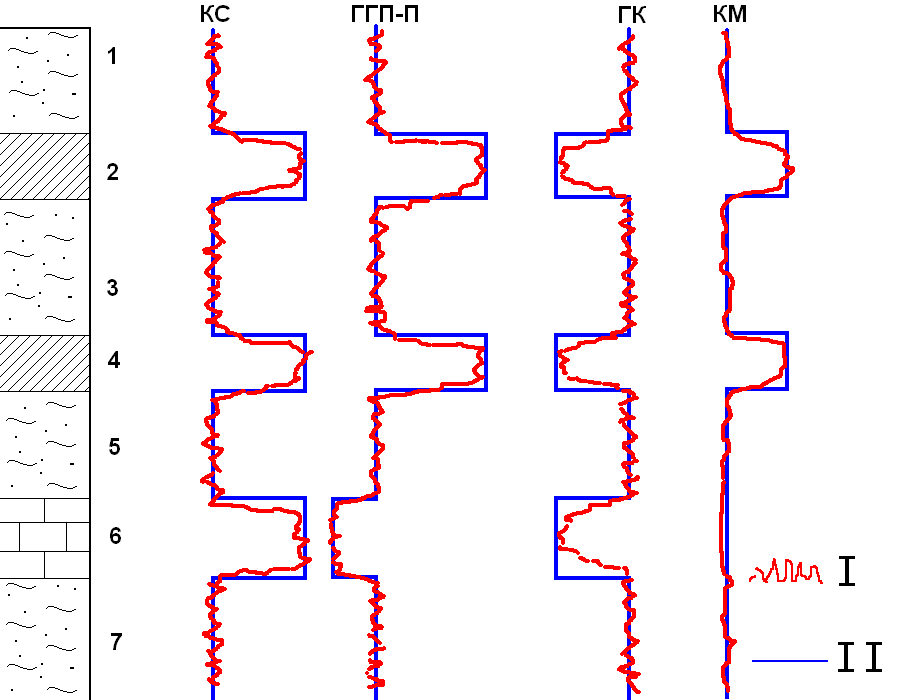
Выделение угольных пластов комплексом методов ГИС. I — наблюдённая кривая, II — теоретическое поле. Породы: 1, 3, 5 и 7 — суглинки, 2 и 4 — каменный уголь, 6 — известняк.

На приведённом разрезе возникает сложная геологическая задача — нахождение глубины залегания угольных пластов. Метод КС не позволил без привлечения дополнительных изысканий отличить на данном разрезе каменный уголь от известняка (у обоих примерно одинаковые сопротивления при прочих равных условиях). Однако привлечение плотностного ГГК позволяет тут же выявить в разрезе известняк. Простой ГК также позволяет утвердиться в данной точке зрения, так как он хорошо реагирует на глинистость: в угольных пластах и в известняке нет глины, поэтому напротив них показания ГК проваливаются. Для сравнения также приведена диаграмма кавернометрии (КМ). В методе КМ измеряют диаметр скважины, который меняется по её глубине. Напротив хрупкого каменного угля стенки скважины при бурении разрушаются, поэтому диаметр скважины становится больше, а плотный известняк не поддался такому же разрушению, поэтому КМ его разрушений и не зафиксировала.

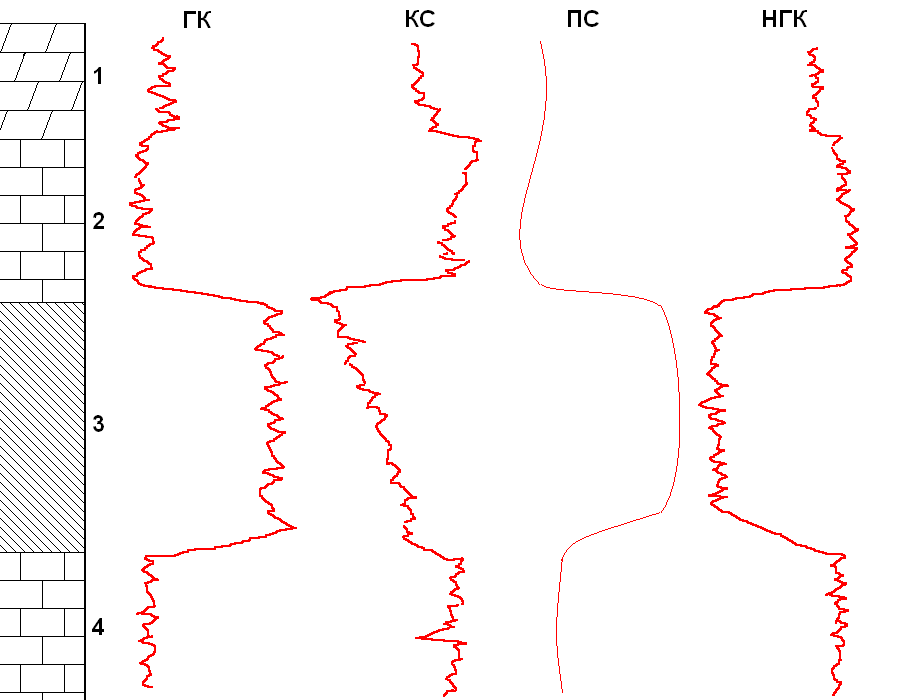
Выделение пласта бокситов комплексом методов ГИС. Породы: 1 — мергель, 2 и 4 — известняк, 3 — бокситы.

В данном разрезе обнаружен пласт бокситов, так как их естественная радиоактивность выше, чем у вмещающих пород, поэтому по ГК пласт выделяется максимумом. Метод КС прекрасно отбивает пласт пониженным сопротивлением, особенно его кровлю. Метод ПС также выделяет поляризуемый пласт бокситов, а провал показаний НГК свидетельствует о высоком содержании водорода (в бокситах много гидроксидов алюминия).
Комплексирование методов позволяет существенно расширить функциональность любого, даже самого простого метода. Особенно возрастает роль недорогого гамма-метода для выявления коллекторов, когда скважина заполнена буровым раствором. Удельное электрическое сопротивление этого раствора сопоставимо с сопротивлением пластовых вод. Метод ПС в этих условиях их плохо различает, и данные ГК становятся основными для выделения коллектора.